# Bradycellus sejunctus
Bradycellus sejunctus är en skalbaggsart som beskrevs av Thomas Casey. Bradycellus sejunctus ingår i släktet Bradycellus och familjen jordlöpare. Inga underarter finns listade i Catalogue of Life.